# بزپاپاق‌لار
بزپاپاق‌لار (به لاتین: Bozpapaqlar) یک منطقهٔ مسکونی در جمهوری آذربایجان است که در شهرستان آغ‌دام واقع شده‌است.